# SC Einheit Dresden
| SC Einheit Dresden |
| ------------------ |
|                    |

Der Sportclub Einheit Dresden war der drittgrößte Sportclub in der DDR. Er bestand von 1954 bis 1990 und brachte zahlreiche Olympiasieger, Weltmeister, Europameister und DDR-Meister hervor. Nachfolger ist der Dresdner SC 1898.

## Geschichte
Am 21. November 1954 wurde der SC Einheit Dresden in Moritzburg in Adams Gasthof gegründet. Er sollte zum Leistungszentrum für Dresdner Sportler werden. So wurde an ihn auch die neue Kinder- und Jugendsportschule (KJS) in Dresden angeschlossen, jeder dieser Sportler startete bei Wettkämpfen automatisch für den SC Einheit Dresden (außer die Fußballer).
Die Fußballmannschaften wurden von der BSG Rotation Dresden übernommen. Bereits am 21. November 1954 spielten diese mit dem neuen Namen.
Der SC Einheit Dresden war zunächst an die Stadtverwaltung Dresden angeschlossen, wie andere Vereine der Sportvereinigung Einheit auch.
Seit 1963 war er der zentrale Sportclub des Bezirkes Dresden.
1966 wurde der Fußballclub als FSV Lokomotive Dresden ausgegliedert.
1986 gehörten zum SC Einheit Dresden 713 Leistungssportler. Er war damit das viertgrößte Sportzentrum in der DDR nach dem SC Dynamo Berlin, dem TSC Berlin und der DHfK Leipzig. 1989 wurde der Eissportclub Einheit (ESC Einheit) als eigenständiger Verein ausgelagert.
1990 wurde der SC Einheit aufgelöst. Stattdessen wurde der Dresdner SC 1898 neu gegründet, der viele Sportler und Sektionen übernahm.

## Sportarten
Am erfolgreichsten bei Weltmeisterschaften und Olympischen Spielen waren die Ruderer, die Eisschnellläuferinnen und die Schwimmerinnen.
1989 waren 142 Trainer angestellt, 26 für die Leichtathletik, 24 für Eiskunstlauf, 17 für Rudern, 17 für Schwimmen, 13 für Turnen, 12 für Eisschnelllauf, 9 für Fechten, 9 für Wasserspringen, 8 für Kanu, 7 für Gewichtheben.
Außerdem gab es Mannschaften im Fußball (1954–1966), Eishockey (1960–1970), Handball, Tischtennis, Schach und weiteren Sportarten.

### Tischtennis
Die Tischtennis-Damen kamen 1964 bis in das Halbfinale des Europapokals der Landesmeister. Vorher hatten sie von 1959 bis 1963 fünfmal in Folge die DDR-Meisterschaft gewonnen und waren 1957, 1958, 1964 und 1965 Vizemeister.
Die Meistermannschaften
- 1958/59: Ute Mittelstädt, Ingrid Hollmann, Liane Knappe, Helga Peters, Brigitte Lantzsch, Carla Gutschmidt
- 1959/60: Sigrun Kunz, Ute Losert, Ingrid Hollmann, Liane Knappe, Brigitte Lantzsch, Annerose Schmidt
- 1960/61: Sigrun Kunz, Ingrid Hollmann, Liane Knappe, Brigitte Lantzsch, Carla Stiebner, Ute Losert
- 1961/62: Sigrun Kunz, Ingrid Hollmann, Brigitte Lantzsch, Carla Stiebner, Annerose Schmidt, Kühne
- 1962/63: Sigrun Kunz, Carla Stiebner, Brigitte Lantzsch, Roswitha Löhlein, Helga Peters, Annerose Schmidt

### Weitere DDR-Mannschaftsmeistertitel

#### Kunstschwimmen
- DDR-Mannschaftsmeister 1958, 1962, 1963, 1964, 1965
- DDR-Achter-Meister 1962, 1963, 1964
- DDR-Zwölfer-Meister 1955, 1956, 1957, 1958, 1961, 1962, 1963, 1964, 1965
- DDR-Vizemeister 1959, 1961; Achter 1965,  Zwölfer 1959

#### Fechten
- Florett 1973, 1974, 1975, 1976, 1977, 1979
- Degen 1973.
- Vizemeister Florett 1958, 1959, Degen 1975, Frauen Florett 1973, 1974

#### Schwimmen
- Mannschaftsmeister 1968, 1968
- Mannschaftsmeister Frauen 1968, 1976
- Vizemeister 1978

#### Schach
- DDR-Meister: 1957, 1958 und 1962

#### Kegeln
- Asphalt-Meister 1958, 1966
- Vizemeister Asphalt 1960, 1961, 1965, Frauen 1959, 1965

#### Kanu
- Kajak-Vierer 1000 Meter 1964, 1990

#### Gewichtheben
- Mannschaftsmeister 1970
- Vizemannschaftsmeister 1959, 1960, 1961, 1971

#### Wasserball
- Junioren U 18 1958
- Junioren U 18 Pokalfinalist 1959

### Fußball
Der Sportclub Einheit übernahm die erste und zweite Mannschaft und die Nachwuchsabteilung der BSG Rotation Dresden. In der ersten Oberligasaison 1954/55 wurde der vierte Tabellenplatz erreicht. Größter Erfolg war der Gewinn des FDGB-Pokal 1958.
Danach begann der sportliche Niedergang. 1961/62 stieg die Mannschaft in die DDR-Liga ab. Im Januar 1966 erfolgte die Ausgliederung als neuer eigenständiger Verein FSV Lokomotive Dresden.

### Eishockey
1960 wurde die Eishockeymannschaft von der HSG Wissenschaft TH zum SC Einheit „delegiert“ und das Kunsteisstadion an der Magdeburger Straße eingeweiht. Der SC Einheit Dresden spielte ab 1964 wieder in der Oberliga und betrieb erfolgreiche Nachwuchsarbeit. Mitten in diese hoffnungsvolle Entwicklung platzte im Herbst 1970 der Leistungssportbeschluss der Sportführung. Die neue Eissporthalle wurde gerade fertig gestellt, Eishockey wurde darin aber zunächst nicht mehr gespielt. Die verbliebenen Eishockeyspieler schlossen sich der BSG Kraftverkehr Dresden an und nahmen an der „DDR-Bestenermittlung“ teil.
Zu den bekanntesten Spielern gehörten Horst Meinhardt, Klaus Knauer, Reiner Leitko und Peter Sommerschuh.

## Erfolgreiche Athleten

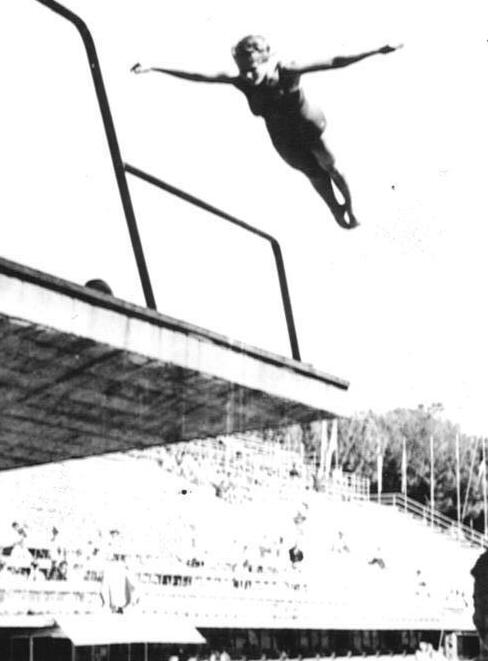
Ingrid Krämer, zweifache Olympiasiegerin in Rom 1960

Sportler des SC Einheit Dresden gewannen zahlreiche Medaillen bei Olympischen Spielen, Weltmeisterschaften, Europameisterschaften, DDR-Meisterschaften und weiteren Wettkämpfen.

### Olympische Medaillen
Bei Olympischen Spielen wurden 27 Gold-, 18 Silber- und 8 Bronzemedaillen gewonnen.
Die erfolgreichsten Athleten waren Ingrid Krämer (Wasserspringen), Ulrike Richter (Schwimmen), Rica Reinisch (Schwimmen) und Karin Enke (Eisschnelllauf) mit jeweils drei Goldmedaillen.
Olympiasieger
1960
- Ingrid Krämer, Turmspringen
- Ingrid Krämer, Kunstspringen

1964
- Ingrid Krämer, Kunstspringen

1968
- Frank Forberger, Dieter Grahn, Frank Rühle, Dieter Schubert, Rudern, Vierer ohne Steuermann

1972
- Frank Vorberger, Dieter Grahn, Frank Rühle, Dieter Schubert, Rudern, Vierer ohne Steuermann

1976
- Ulrike Richter, Schwimmen, 100 Meter Rücken
- Ulrike Richter, Schwimmen, 200 Meter Rücken
- Ulrike Richter, 4 × 100 Meter Lagen
- Christine Scheiblich, Rudern, Einer
- Gottfried Döhn, Dieter Wendisch, Rudern, Achter

- Andrea Kurth, Gabriele Lohs,  Karin Metze, Bianka Schwede; Sabine Heß, Rudern, Vierer mit Steuerfrau
- Gottfried Döhn, Dieter Wendisch, Achter

1980
- Karin Enke, Eisschnelllauf, 500 Meter
- Rica Reinisch, Schwimmen, 100 Meter Rücken
- Rica Reinisch, Schwimmen, 200 Meter Rücken
- Rica Reinisch, 4 × 100 Meter Lagen
- Carsta Genäuß, Kanu,  500 Meter Kajak-Zweier

- Ullrich Dießner, Walter Dießner, Gottfried Döhn, Andreas Gregor, Dieter Wendisch, Rudern, Vierer mit Steuermann
- Sybille Reinhardt, Rudern, Doppelvierer
- Gabriele Kühn, Karin Metze, Achter

1984
- Karin Enke, Eisschnelllauf, 1000 Meter
- Karin Enke, Eisschnelllauf, 1500 Meter
- Christa Rothenburger, Eisschnelllauf, 500 Meter
- Andrea Mitscherlich, Eisschnelllauf, 3000 Meter

1988
- Christa Rothenburger, Eisschnelllauf, 1000 Meter
- Olaf Förster, Thomas Greiner, Rudern, Vierer ohne Steuermann
- Kerstin Förster, Rudern, Doppelvierer
- Beatrix Schröer,  Annegret Strauch, Rudern, Achter

### Weitere Sportler
Erfolgreiche Leichtathleten beim SC Einheit Dresden waren unter anderen die Weltmeisterin im Siebenkampf 1983 Ramona Neubert, sowie die Läufer Ellen Kießling, Andreas Busse, Hagen Melzer und Jörg Peter.
Im Wasserspringen wurde Jan Hempel 1987 EM-Zweiter und gewann dann noch mehrere Medaillen für die deutsche Mannschaft.

## Strukturen
Der SC Einheit Dresden war der drittgrößte Sportclub in der DDR.
Anfang 1989 hatte er 256,5 Vollzeitplanstellen. Diese waren
- 6 Vorstandsmitglieder: Vorsitzender, stellvertretender Vorsitzender,  Vorsitzender Eissport, sowie stellvertretende Vorsitzende für Eissport, Ökonomie und Organisation
- 31 Funktionäre: Einsatzleiter, Internatsleiter, Technischer Leiter, 11 Mitarbeiter Organisation, 6 Mitarbeiter Internat, 5 Mitarbeiter Messtechnik, 3 Mitarbeiter Sport, Mitarbeiter Foto/Film, Mitarbeiter Kader, Mitarbeiter Ökonomie
- 142 Trainer: 26 Leichtathletik, 24 Eiskunstlauf, 17 Rudern, 17 Schwimmen, 13 Turnen, 12 Eisschnelllauf, 9 Fechten, 9 Wasserspringen, 8 Kanu, 7 Gewichtheben
- 43,5 Mitarbeiter: Bilanzbuchhalter, 2 Sachbearbeiter Rechnungswesen, Sachbearbeiter Kader, Sachbearbeiter Organisation, Sachbearbeiter Sport, Sachbearbeiter Wirtschaft, 7 Sekretärinnen, 2 Telefonistinnen, 12 Kraftfahrer Pkw/Lkw/KOM, 12 Physiotherapeuten, 3,5 Wachmänner
- 12 Produktionsarbeiter: 10 Handwerker, 2 Raumpfleger
- 22 Küchenkräfte: Küchenleiter, stellvertretender Küchenleiter, Chefkoch, 15 Köche, 3 Küchenarbeiter, Büfettier

Er kostete etwa 6,5 Millionen Mark jährlich.

## Doping
Auch beim SC Einheit Dresden wurde systematisch unterstützende Mittel an die Sportler gegeben.
Viele litten danach jahrzehntelang unter den Folgen.
Der Hammerwerfer Thomas Götze erinnerte sich

„Da gibt es so eine, so eine prägnante Szene in der Umkleidekabine. Da kam Bernhard Riedel rein mit einer Dose Pillen, schüttete die auf die Hand und sagte: ‚Hier, Jungs! Das sind Vitamine. Nehmt die mal, damit ihr nicht krank werdet!‘ Und das waren wohl Vitamine. Vitamin C wahrscheinlich. Aber das war die Vorbereitung darauf, uns komplett das Unrechtsbewusstsein zu nehmen.: (…) 
Seit er 15, 16 Jahre alt war, habe er rosafarbene und blaue Pillen erhalten (…) . Vermutlich Oral-Turinabol aus dem Hause Jenapharm. Ein anaboles Steroid für den unnatürlich schnellen Muskelzuwachs und zunächst einmal hilfreich dafür, das extreme Pensum zu schaffen, das der Jugendliche etwa beim Krafttraining absolvieren musste.
Wenn Sie dann bis zu 20 Tonnen in einer Trainingseinheit umsetzen oder Tiefkniebeuge mit 80 bis 100 Kilo machen. Dann ist das schon was mit 15, 16! Aber um überhaupt diese Belastungen wegzustecken, dafür gab es ja dann die unterstützenden Mittel. Und vielleicht auch noch eine Schmerztablette dazu.“

Auch die dreifache Schwimm-Olympiasiegerin Rica Reinisch klagte über massive Beeinträchtigungen, wie zwei Fehlgeburten, und sagte deshalb vor Gericht gegen ihren Schwimmtrainer Uwe Neumann, den DTSB-Präsidenten Manfred Ewald und weitere Hauptverantwortliche aus.